# Niğde
Niğde là một huyện thuộc tỉnh Niğde, Thổ Nhĩ Kỳ. Huyện có diện tích 2303 km² và dân số thời điểm năm 2019 là 362861 người, mật độ 82 người/km².